# Yuliya Lonyuk
Yuliya Lonyuk (en ukrainien : Юлія Лонюк) est une joueuse de volley-ball ukrainienne née le 19 janvier 1989 à Ivano-Frankivsk. Elle mesure 1,87 m et joue au poste de réceptionneuse-attaquante. 

## Clubs
| Club                 | Pays       | De        | À         |
| -------------------- | ---------- | --------- | --------- |
| Galitchanka Ternopil | Ukraine    | 2003-2004 | 2011-2012 |
| VC Karaganda         | Kazakhstan | 2012-2013 | 2012-2013 |
| VK Severodontchanka  | Ukraine    | 2013-2014 | …         |

## Palmarès
- Championnat d'Ukraine
  - Vainqueur : 2010.
  - Finaliste : 2006, 2014.
- Coupe d'Ukraine
  - Finaliste : 2005, 2006, 2010, 2014.